# متسلسلة ذاتية التغذية الحرارية
متسلسلة ذاتية التغذية الحرارية (بالإنجليزية: Streptomyces thermoautotrophicus)‏ هي نوع من البكتيريا، إيجابية الغرام، تتبع المتسلسلة.